# Rolieiro-de-bico-amarelo
O rolieiro-de-bico-amarelo (Eurystomus glaucurus) é uma espécie de ave da família Coraciidae , que ocorre nas zonas tropicais de África e em Madagáscar.

## Habitat
É uma espécie de floresta aberta com algumas árvores altas, de preferência perto de água. Estes rolieiros costumam empoleirar-se de forma visível em árvores, postes ou fios aéreos, como se de picanços gigantes se tratassem.